# 佐藤健太郎 (漫画家)
佐藤 健太郎（さとう けんたろう、1986年12月1日 - ）は、日本の漫画家。

## 略歴
- 大阪芸術大学在学中、進路に悩むなか自分のできることとして漫画家を志す[2]。

- 2011年、2011年2月期『週刊少年チャンピオン』月例フレッシュまんが賞で『暗殺先生アリス』にて編集長奨励賞を受賞。
- 2011年、第76回新人まんが賞で『私立アサシン学園』にて準入選を受賞。同作品はデビュー作として『週刊少年チャンピオン』30号に掲載された。

## 作品リスト

### 連載
- 魔法少女・オブ・ジ・エンド（『別冊少年チャンピオン』2012年7月号〈創刊号〉 - 2017年9月号）
- 魔法少女サイト（『Champion タップ!』2013年7月18日 - 2017年10月5日→『週刊少年チャンピオン』2017年48号 -  2019年35号）
- 魔法少女サイトSept（作画：宗我部としのり、『Champion タップ!』2017年10月26日 - 2018年6月28日→『マンガクロス』2018年7月26日 - 2018年8月30日） - 原作担当。
- 不死と罰（『別冊少年チャンピオン』2021年12月号[3] - 2025年4月号、全38話）
- ぼくらの夏が裂けていく（原作：宮月新、『ヤングアニマル』2023年17号[4] - 連載中）

### 読み切り
- 超クソババア（作画：黒谷宗史、『少年ジャンプ+』2015年8月18日） - 原作担当。
- ガーディアン田中家（『別冊少年チャンピオン』2023年6月号）
- こんな風に視えてます（漫画：岡田淳司、『グランドジャンプむちゃ』2024年5月号[5]） - 原作担当。

### 書籍
- 『魔法少女・オブ・ジ・エンド』、秋田書店〈少年チャンピオン・コミックス〉2013年 - 2017年、全16巻
- 『魔法少女サイト』、秋田書店〈少年チャンピオンコミックス・タップ！〉2014年 - 2019年、全16巻
- 『魔法少女サイトSept』、作画：宗我部としのり、秋田書店〈少年チャンピオンコミックス・タップ！〉2018年、全2巻
- 『不死と罰』、秋田書店〈少年チャンピオン・コミックス〉2022年 - 2025年、全8巻
  1. 2022年4月7日発売[6]、ISBN 978-4-253-29341-9
  2. 2022年8月8日発売[7]、ISBN 978-4-253-29342-6
  3. 2023年2月8日発売[8]、ISBN 978-4-253-29343-3
  4. 2023年7月6日発売[9]、ISBN 978-4-253-29344-0
  5. 2023年12月7日発売[10]、ISBN 978-4-253-29345-7
  6. 2024年7月8日発売[11]、ISBN 978-4-253-29346-4
  7. 2025年1月8日発売[12]、ISBN 978-4-253-29347-1
  8. 2025年6月6日発売[13]、ISBN 978-4-253-29348-8
- 『ぼくらの夏が裂けていく』、原作：宮月新、白泉社〈ヤングアニマルコミックス〉2024年 - 、既刊3巻（2025年1月29日現在）

## 出演
- テレビアニメ『魔法少女サイト』（2018年） - 小田野総二 役
- 『SASUKE』（2018年12月31日、TBS）